# Madden NFL
Madden NFL, till 1993 John Madden Football, är en dator- och TV-spelsserie om amerikansk fotboll, namngiven efter tränaren John Madden, som nådde framgångar med Oakland Raiders.

## Spel

### Huvudserien
| Titel                       | Släppår |
| --------------------------- | ------- |
| John Madden Football        | 1988    |
| John Madden Football        | 1990    |
| John Madden Football II     | 1991    |
| John Madden Football '92    | 1991    |
| John Madden Football '93    | 1992    |
| John Madden Duo CD Football | 1993    |
| Madden NFL '94              | 1993    |
| John Madden Football        | 1994    |
| Madden NFL '95              | 1994    |
| Madden NFL '96              | 1995    |
| Madden NFL '97              | 1996    |
| Madden NFL '64              | 1997    |
| Madden NFL '98              | 1997    |
| Madden NFL '99              | 1998    |
| Madden NFL 2000             | 1999    |
| Madden NFL 2001             | 2000    |
| Madden NFL 2002             | 2001    |
| Madden NFL 2003             | 2002    |
| Madden NFL 2004             | 2003    |
| Madden NFL 2005             | 2004    |
| Madden NFL 06               | 2005    |
| Madden NFL 07               | 2006    |
| Madden NFL 08               | 2007    |
| Madden NFL 09               | 2008    |
| Madden NFL 10               | 2009    |
| Madden NFL 11               | 2010    |
| Madden NFL Football         | 2011    |
| Madden NFL 12               | 2011    |
| Madden NFL 13               | 2012    |
| Madden NFL 25               | 2013    |
| Madden NFL 15               | 2014    |
| Madden NFL Mobile           | 2014    |
| Madden NFL 16               | 2015    |
| Madden NFL 17               | 2016    |
| Madden NFL 18               | 2017    |
| Madden NFL 19               | 2018    |
| Madden NFL 20               | 2019    |
| Madden NFL 21               | 2020    |
| Madden NFL 22               | 2021    |
| Madden NFL 23               | 2022    |
| Madden NFL 24               | 2023    |
| Madden NFL 25               | 2024    |
| Madden NFL 26               | 2025    |

### Fotnoter
1. ↑  Tom Bissell (26 januari 2012). ”Kickoff: Madden NFL and the Future of Video Game Sports” (på engelska). Grantland. http://grantland.com/features/tom-bissell-making-madden-nfl/. Läst 19 april 2015.